# Hajany (zámek)
Hajany jsou zámek ve stejnojmenné vesnici jihozápadně od Brna v okrese Brno-venkov. Postaven byl v barokním slohu, pravděpodobně kolem roku 1714, jako správní sídlo malého panství. Současná podoba je výsledkem pozdějších novoklasicistních úprav. Zámek obklopuje rozsáhlý hospodářský dvůr.

## Historie
Během středověku a raného novověku patřila ves Hajany klášteru cisterciaček na Starém Brně. V červnu 1714 klášter prodal vsi Dolenice, Hajany a díl vsi Syrovice za deset tisíc a sto rýnských zlatých Johannu Baptistovi Kaschnitz von Weinberg, správci vojenské pokladny. Ten nechal téměř jistě v téže době postavit patrový zámek, nynější hlavní východní křídlo.
Hajanské panství poté vystřídalo několik majitelů. Po Eustachu Josefu Gerstmannovi z Gersfeldu je roku 1746 získal Jindřich Xaver Hájek z Waldstätten, nejvyšší zemský písař v Brně. Ten pravděpodobně dal vystavět jižní obytné křídlo, spolu s alespoň částí navazujícího jižního hospodářského traktu. Nejspíš také začal s budováním severního hospodářského křídla. V pozůstalosti Jindřicha Hájka z Waldstätten se objevuje soupis inventáře zámku z roku 1772, který je současně jeho první písemnou zmínkou. Skromný inventář naznačuje, že zámek sloužil spíše pro ubytování panských úředníků, zatímco majitel sídlil v Brně.
V červnu 1790 koupil panství Matyáš Smetana, daňový kontrolor moravského správního úřadu, který následně obdržel dědičný rytířský titul. O rok později zemřel a panství zdědili jeho synové Johann Michal a Leopold. Sekretář zemského stavovského výboru Leopold rytíř Smetana pak bratrův podíl odkoupil a věnoval se hospodářskému a stavebnímu rozvoji panství. Plány z roku 1792 podepsané zednickým mistrem Matyášem Jednuškou zobrazují přestavby a dostavby hospodářských křídel i novostaveb, nelze je však identifikovat s žádnou z dochovaných staveb. Jižní hospodářské křídlo bylo podle plánů z roku 1798 zaklenuto valenou klenbou, výraznou úpravou prošly i klenby hlavního východního křídla. Významným počinem se též stalo založení první octárny na Moravě roku 1797. Stavební aktivity Smetanů pokračovaly také v první třetině 19. století. Byl zbudován ovčín a zemědělsko-výrobní areál jižně od zámku, přes silnici na Ořechov. Úprav doznaly krovy hlavního a bočního křídla zámku. Dále vznikla hodinová věž osazená zvonem, v ose hlavního nádvoří na jeho západní straně. V této době dosáhl rozsah zástavby zámeckého areálu svého vrcholu.
Roku 1857 zakoupil hajanský velkostatek od Jindřicha Smetany Vladimír Mitrovský. V té době zde kromě octárny fungoval i lihovar. Mitrovský již roku 1859 nechal upravit hlavní zámeckou budovu, která pravděpodobně tehdy získala současnou novoklasicistní podobu. V roce 1877 dostala hajanský statek Josephina d'Harnoncourt-Unverzagt, rozená Mitrovská (1852–1885). Ta pak s manželem Hubertem d'Harnoncourt-Unverzagt (1850–1920) na zámku sídlila. Na připomínku spojení těchto rodů dostala východní fasáda zámku atiku zakončenou rodovými erby. Nechali tehdy také postavit klasicizující hrobku jihozápadně od zámku, u silnice na Ořechov. Po Josephině úmrtí zdědila statek její dcera Marie (1881–1949), která se roku 1902 provdala za Františka Ferdinanda Deyma ze Stříteže (1871–1925). Deymové se věnovali především parkovým úpravám okolí zámku. Hajanský velkostatek jim náležel až do roku 1948, kdy jej zkonfiskoval československý stát. Hospodářský dvůr se zámkem přešel do vlastnictví Státního statku Brno, hlavní budova sloužila jako kanceláře. Hlavní a vedlejší křídlo bylo necitlivě adaptováno na byty zaměstnanců, došlo k částečnému odstranění výzdob fasád a výměně oken za jiný rozměr. Nedostatečná údržba zapříčinila postupné chátrání budov. Po roce 1989 byl hajanský statek částečně restituován Hubertu Vladimírovi (1908–2008), synovi Františka Ferdinanda Deyma. Po jeho smrti přešel majetek na skupinu dědiců. V současnosti je zámek i hospodářský areál (kromě severního křídla) opuštěný a značně zdevastovaný.

## Stavební podoba

### Exteriér
Zámek a přilehlý hospodářský dvůr stojí na západní straně obce Hajany, v ose její silnicové návsi. Samotný zámek je dvoukřídlá patrová stavba, tvořící východní a jihovýchodní křídlo dvora. Na hlavní východní křídlo navazuje kratší jižní křídlo, směrem na západ plynule přecházející do patrové hospodářské budovy. Severní stranu nádvoří tvoří další patrové hospodářské křídlo s byty zaměstnanců. Ze západu je komplex uzavřen zdí, s hodinovou věží uprostřed. K jižní a východní straně areálu přiléhá park s pozůstatky kašny, cihlových zídek a schodů. Toto zámecké jádro ze severu a západu obklopují zbytky dalších hospodářských staveb, dotvářející původní lichoběžníkový půdorys hospodářského dvora, uzavřeného zdí. Součástí komplexu přes silnici umístěný menší dvůr a západně od něj rodová hrobka. Vjezd do areálu je z východní a jižní strany.
Hlavní zámecká budova je patrová, s jednotnou úpravou fasád. Hlavní východní fasáda je členěná osově, uprostřed vystupuje mělký tříosý rizalit se vstupem. Fasádu završuje korunní římsa, nad rizalitem přecházející v nízkou atiku, rozčleněnou obloučkovým vlysem. Uprostřed ní jsou z kovových písmen sestavená rodová hesla DIEU ET LHONEUR („Bůh a čest“) a AETERNUS QUIA PURUS („Věčný, protože čistý“). Nad ním se nachází kovový alianční znak rodů d'Harnoncourt-Unverzagt a Mitrovských z Mitrovic a Nemyšle, datovaný 1. ledna 1878. Po stranách atiky jsou vyvýšené hranoly, nesoucí kovové vázy tvaru antického krátéru. Okna v patře rizalitu byla původně průchozí směrem na litinový balkón. Ten byl ve 2. polovině 20. století odstraněn a okna zmenšena. Západní dvorní fasáda je hladká, v její ose je umístěn vstup zaklenutý půlkruhovým záklenkem, vsazený do dřevěného ostění s klenákem. Vstup je opatřen stříškou nesenou dřevěnými vyřezávanými konzolami. Okna fasád byla v přízemí původně opatřena jednoduchou šambránou, v patře doplněnou suprafenestrou. Ve 2. polovině 20. století však došlo ke zmenšení značné části oken a odsekání většiny výzdoby.
Zastřešení hlavního východního křídla bylo původně sedlové. Výsledkem úprav krovu během 18. a 19. století získalo svou současnou pseudomansardovou podobu. Také navazující jižní obytné křídlo má střechu podobného tvaru, ale jiné výšky a sklonu. Navazující jižní hospodářské křídlo i samostatné severní křídlo mají střechu sedlovou. Fasády hospodářských křídel jsou hladké, bez výzdoby.
Hodinová věž stojí v ose nádvoří na jeho západní straně. Je obklopena druhotně dostavěnou ohradní zdí. Nároží věže byla opatřena rustikou a štukovými lizénami. Je zastřešena plechovou stanovou střechou, zakončenou helmicí. Na východní a západní stěně jsou pozůstatky hodinového ciferníku s ručičkami. Z hodinového stroje zůstalo torzo, zvon se nedochoval.
V areálu dvora se nenachází významnější podsklepení, kromě malého sklepa pod východním křídlem (zřejmě původně spižírny) a zasypaného sklepa za západní stranou nádvoří.

### Interiér
Za východním vstupem do hlavního křídla se nachází velká vstupní síň. Po jejích stranách jsou průchozí místností, za ní pak průběžná chodba, na severu ústící do dvakrát zalomeného schodiště do patra. V patře se nachází řada dalších místností. Vstupní síň i místnosti jsou druhotně rozdělené novodobými příčkami. Přízemní místnosti jsou zaklenuty valenou klenbou s pětibokými výsečemi. Místnosti v patře mají ploché stropy.
Jižní obytné křídlo mělo v přízemí původně jednu místnost, završenou barokní klášterní klenbou. Později byla klenba zpevněna úhlopříčnými pasy a místnost rozdělena na dvě. Místnosti v patře jsou plochostropé. Navazující hospodářské křídlo má přízemní místnosti zaklenuté českou plackou, v patře se nachází sýpka. Severní křídlo má v přízemí valenou klenbu s troj- a pětibokými výsečemi.

## Galerie

exteriér
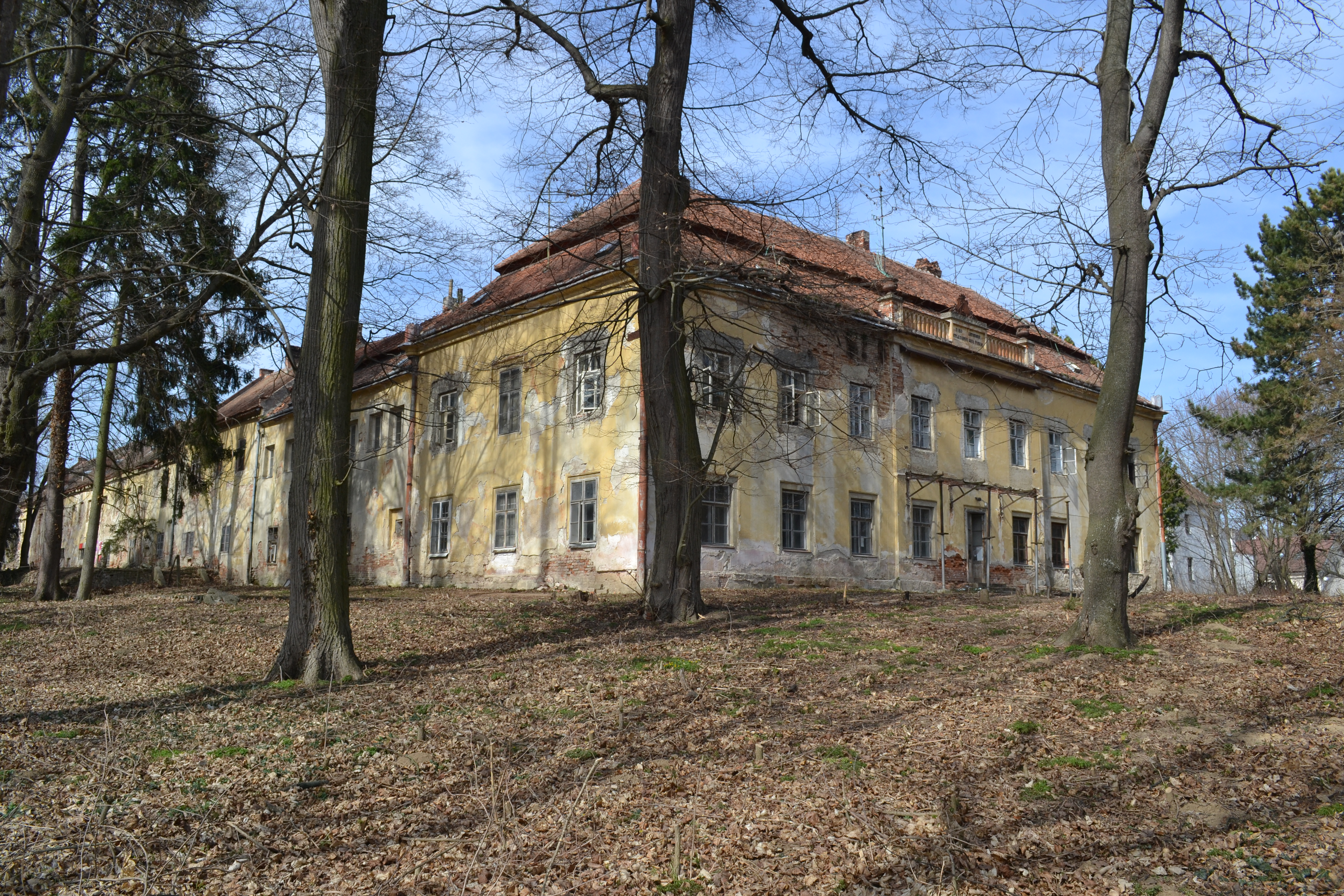
pohled od jihovýchodu
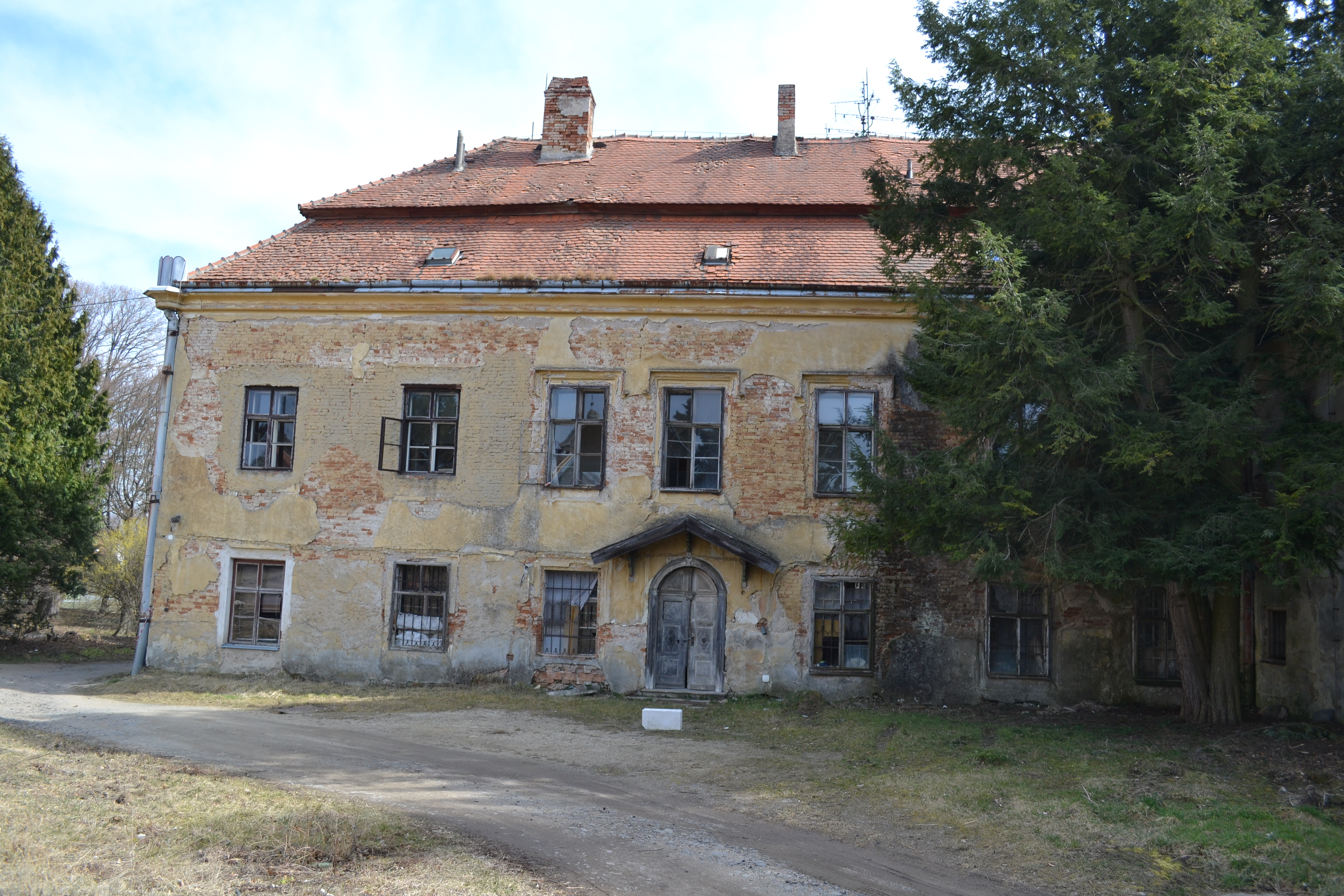
hlavní budova, západní průčelí
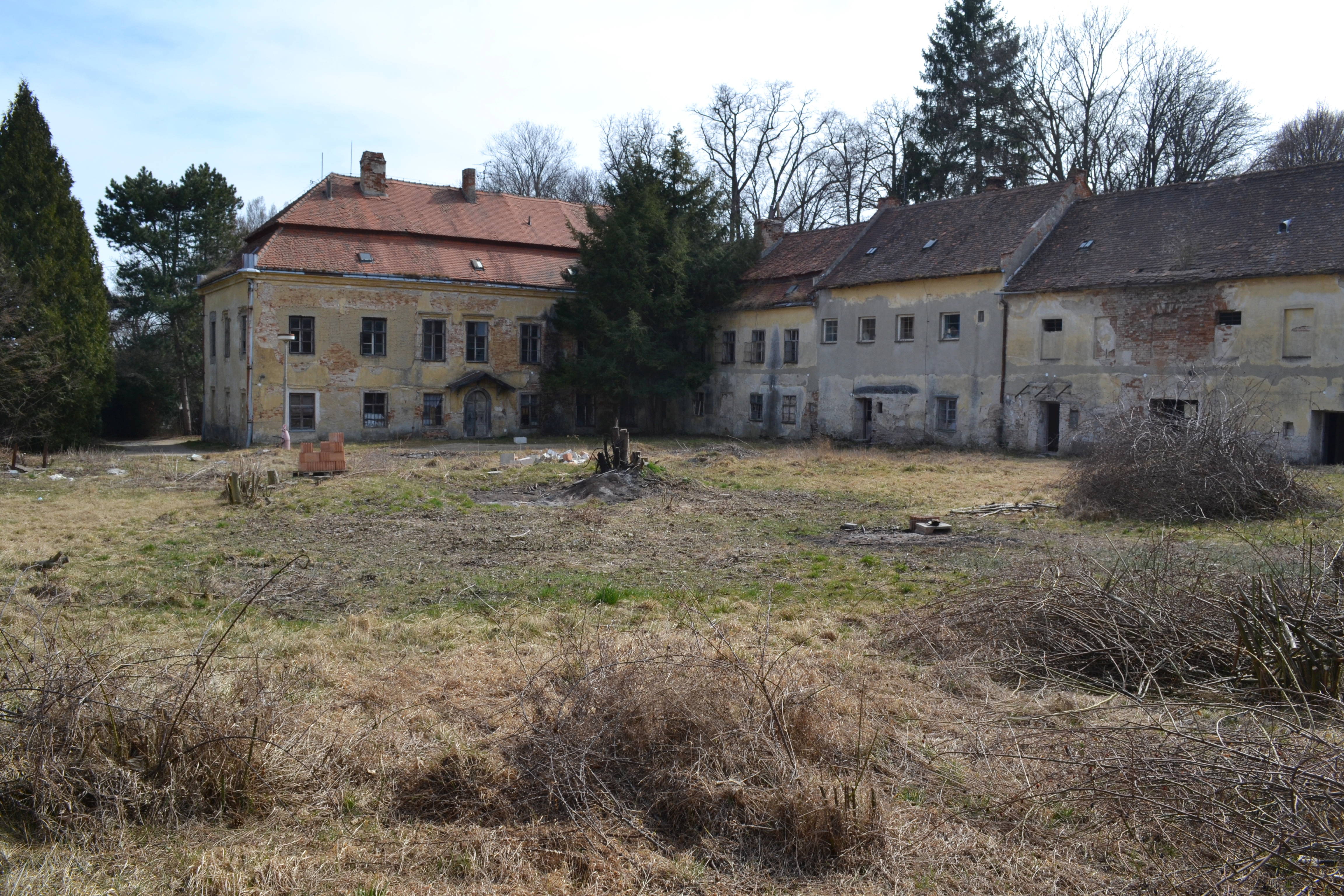
nádvoří a jižní křídlo
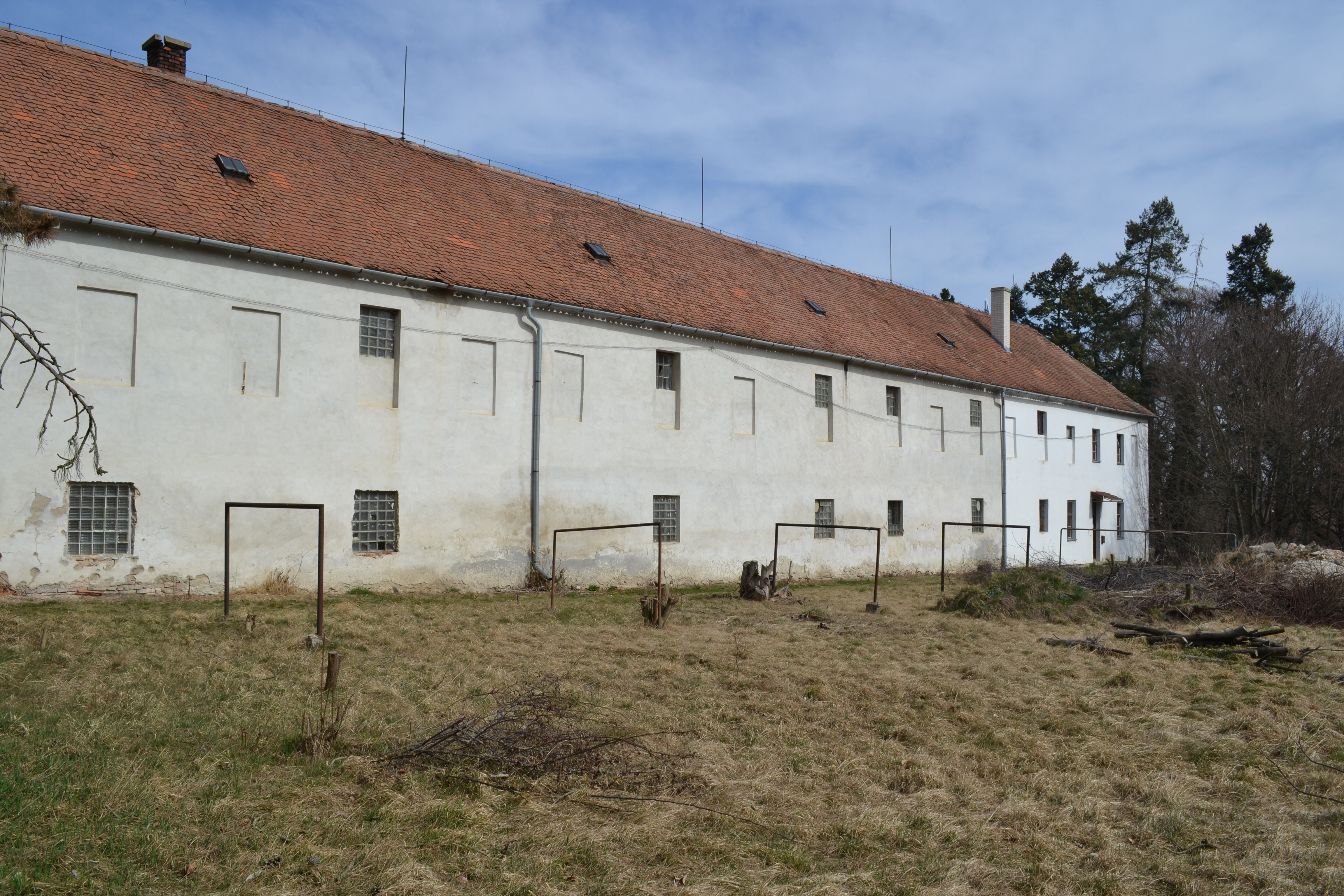
severní hospodářské křídlo
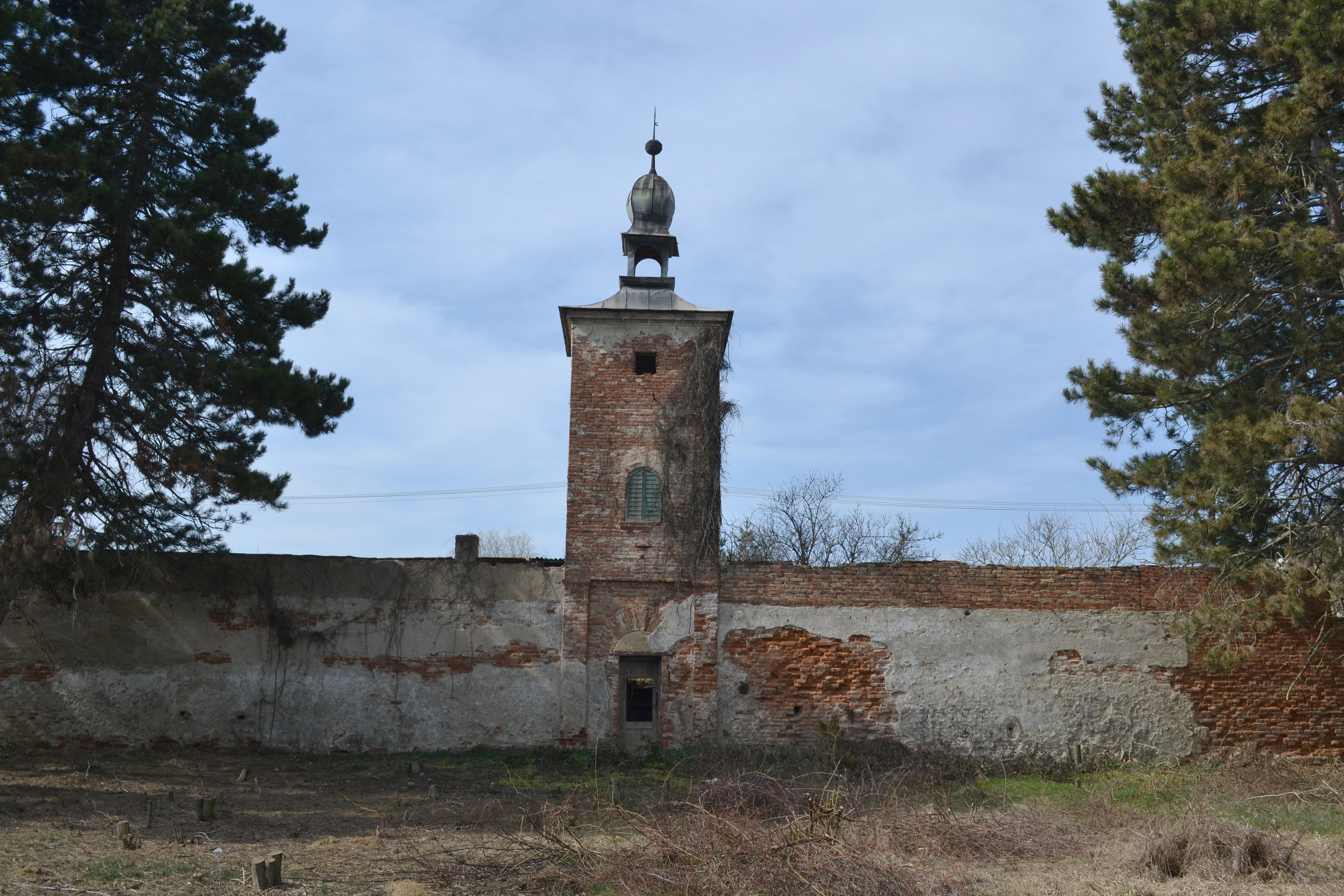
hodinová věž
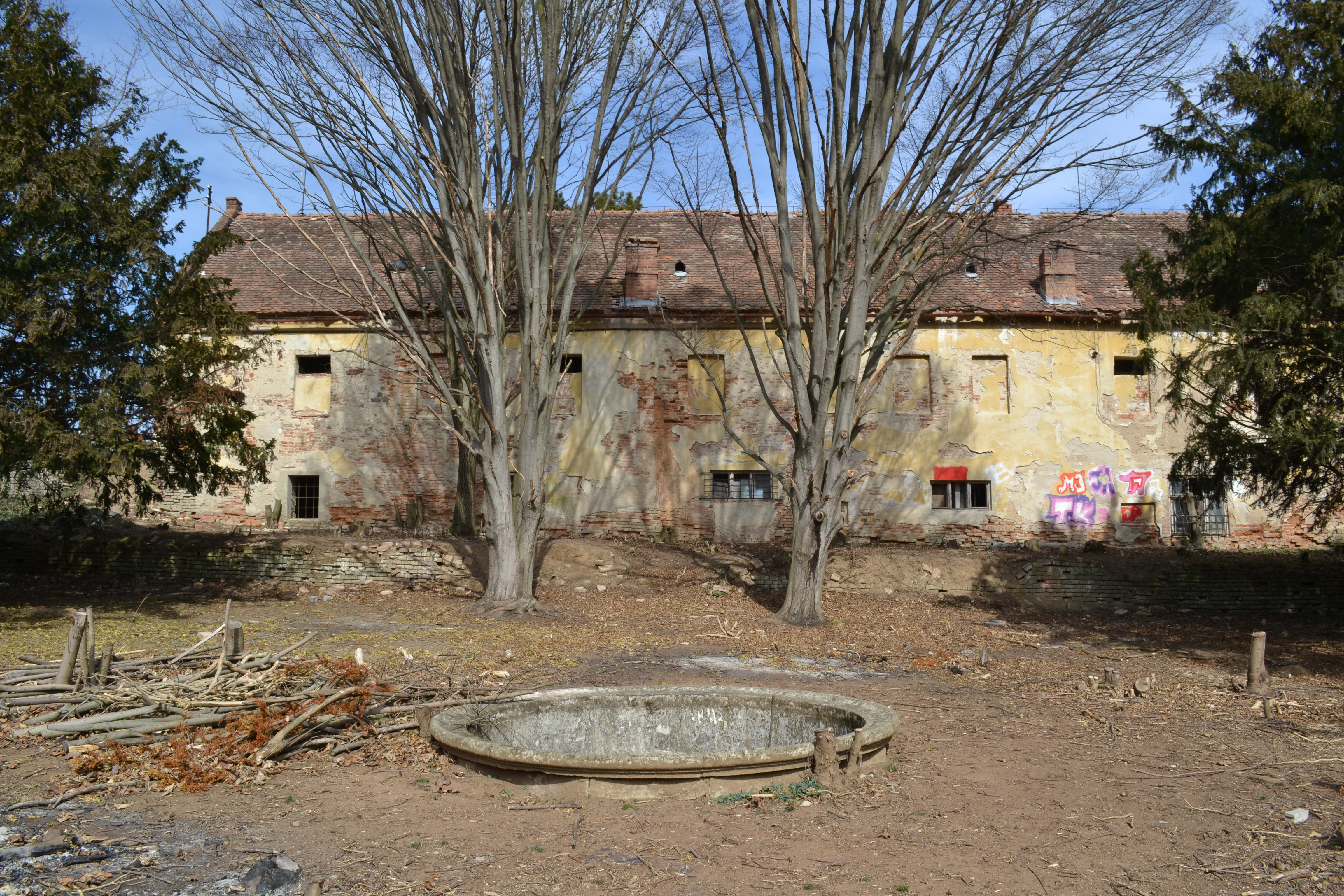
park a jižní křídlo

interiér
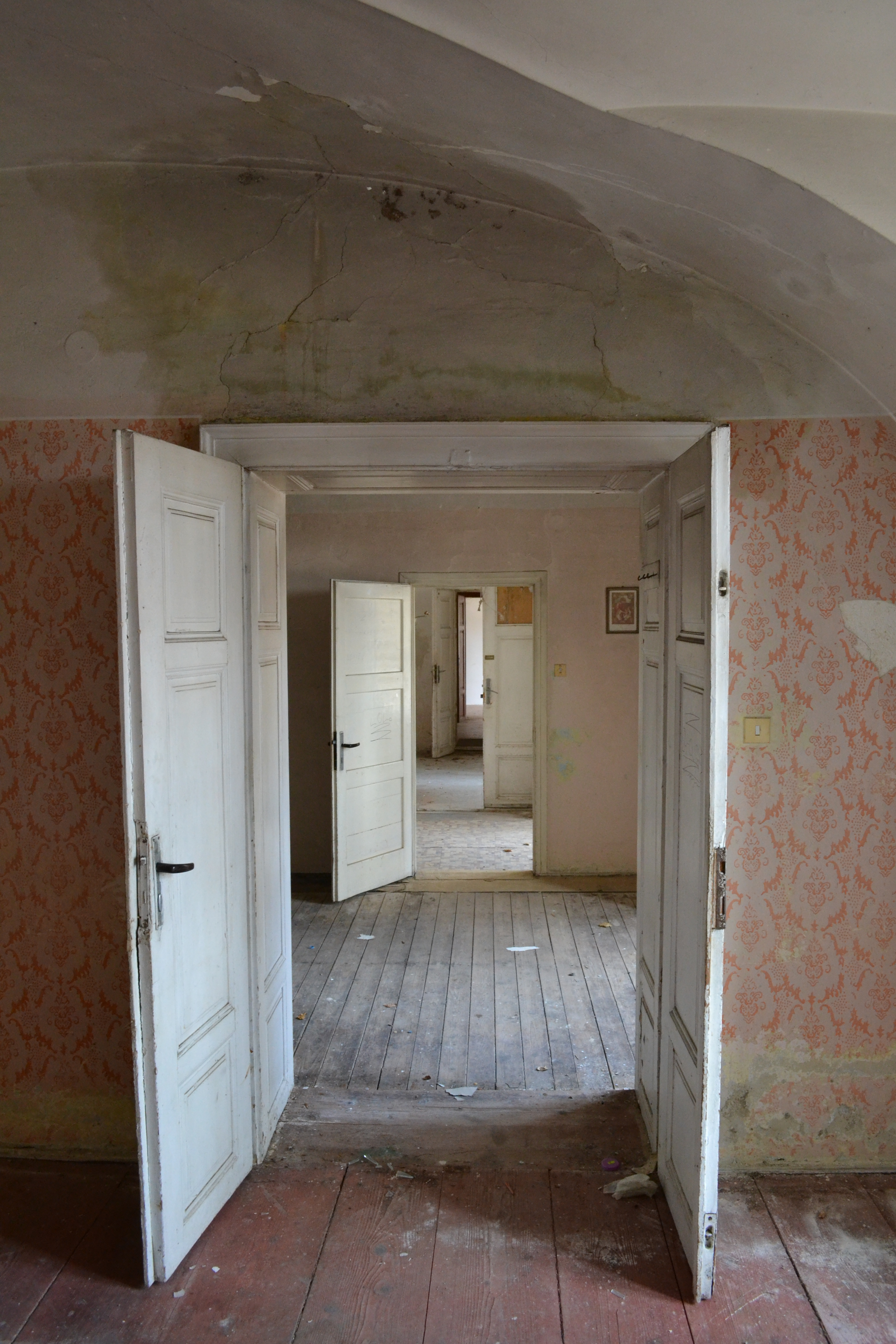
hlavní budova, přízemí
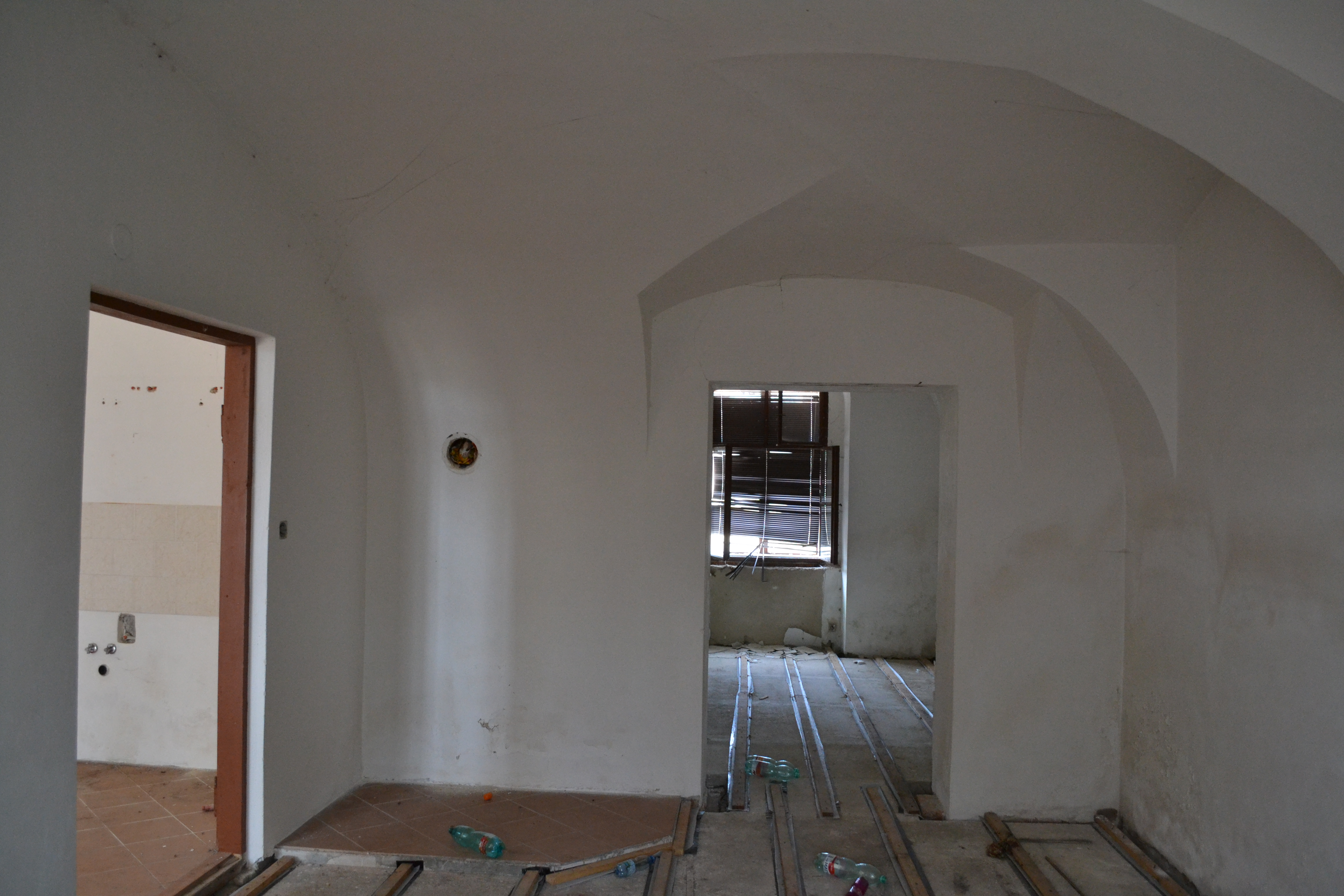
hlavní budova, přízemí
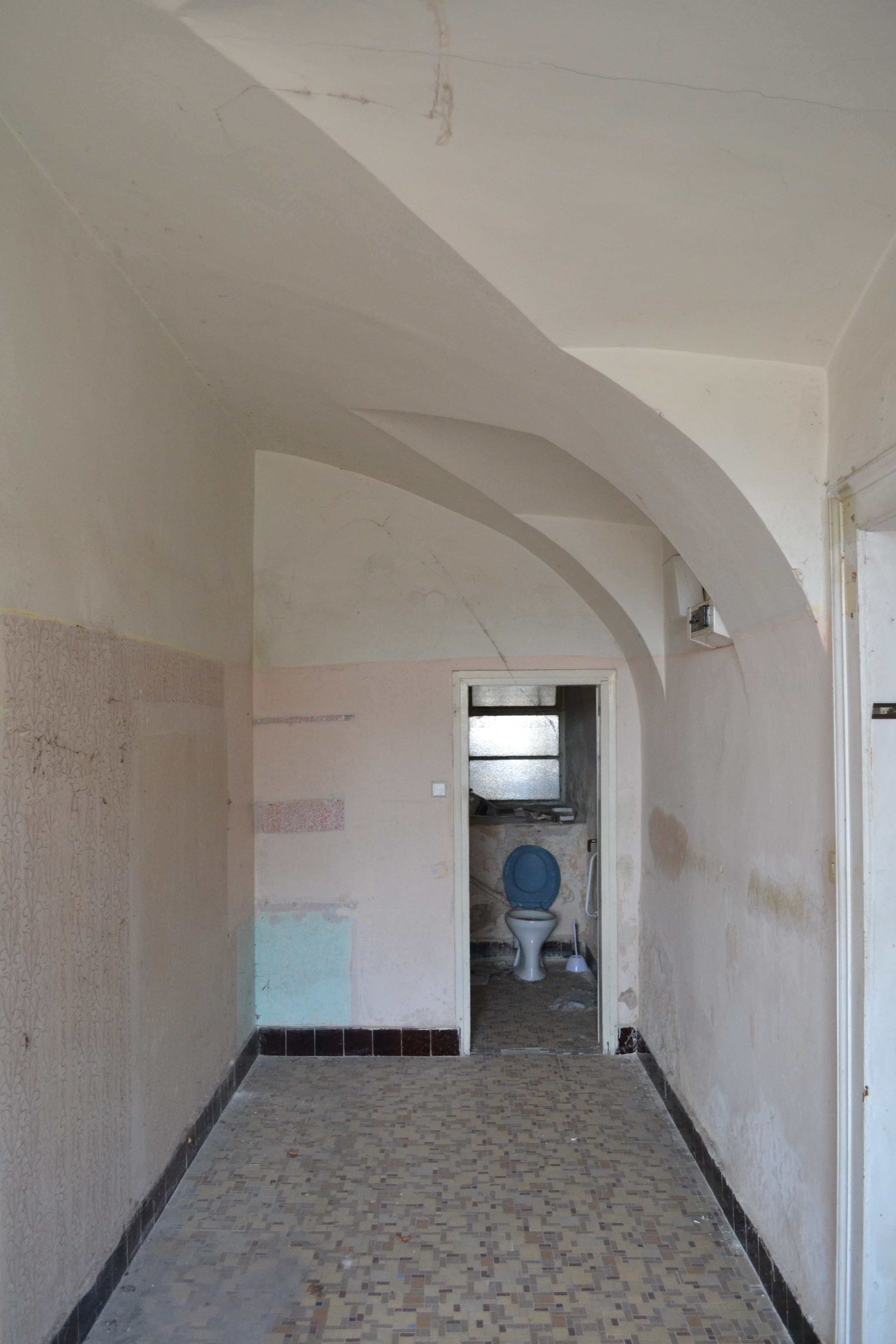
hlavní budova, přízemí
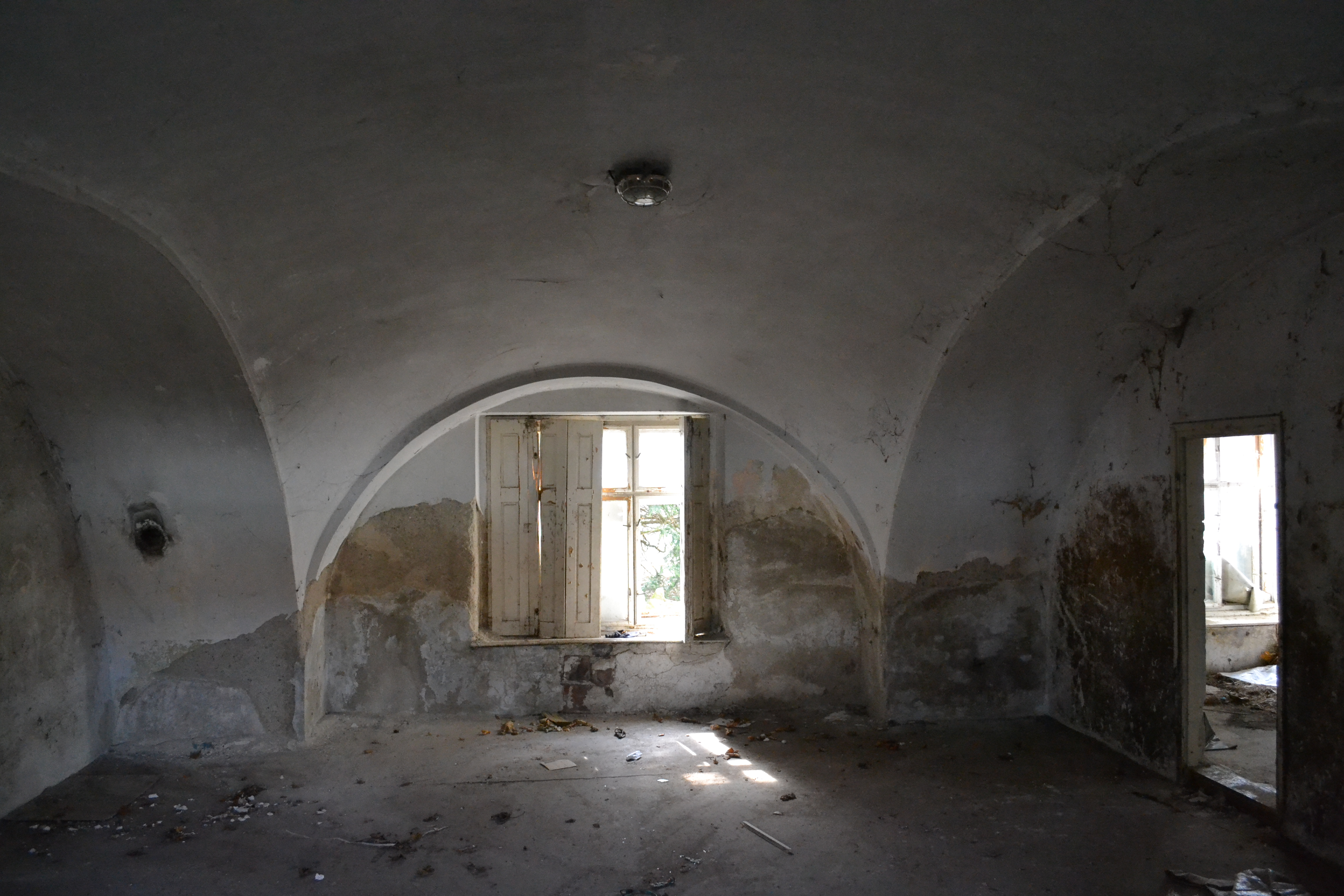
jižní hospodářské křídlo, přízemí
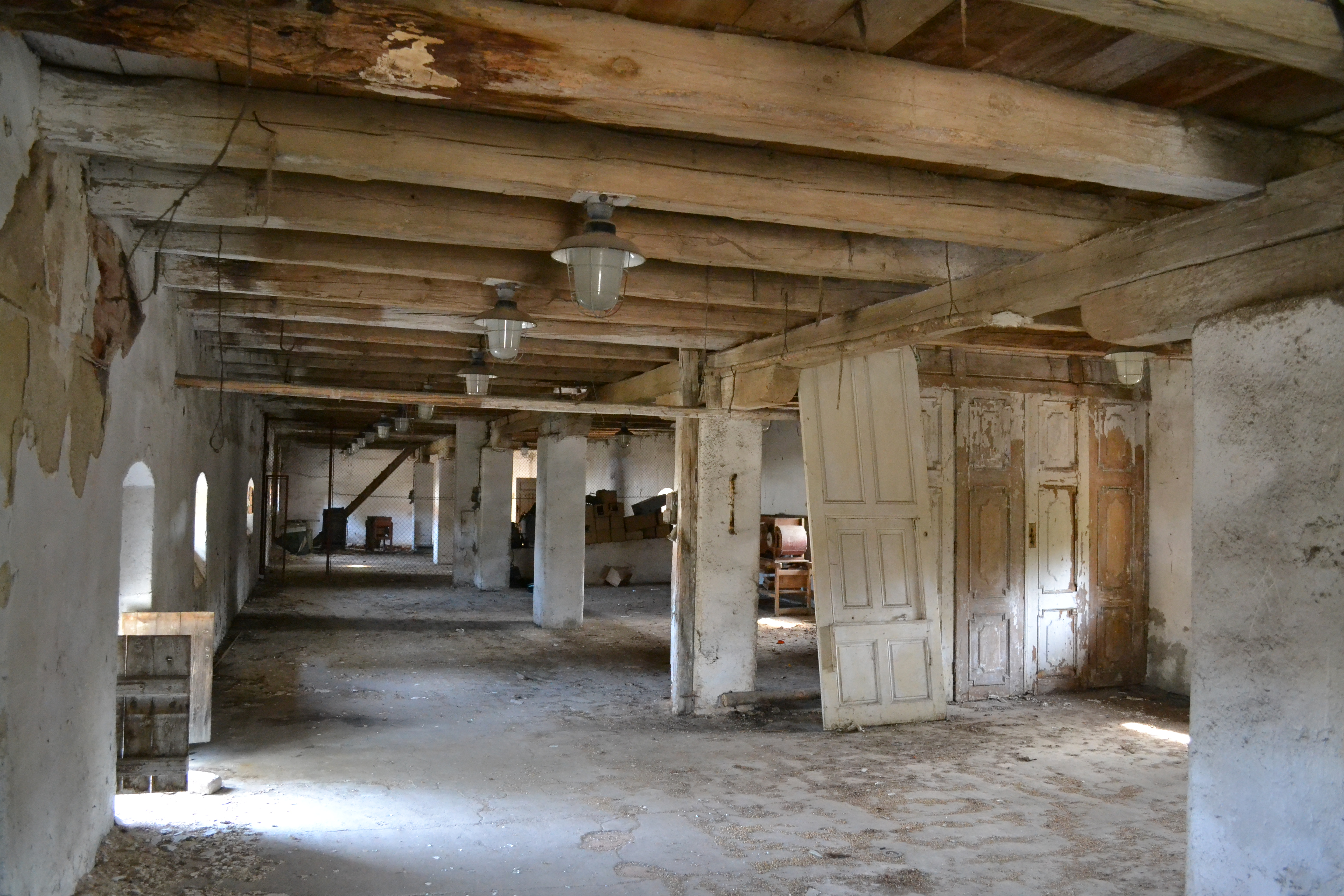
jižní hospodářské křídlo, sýpka v patře
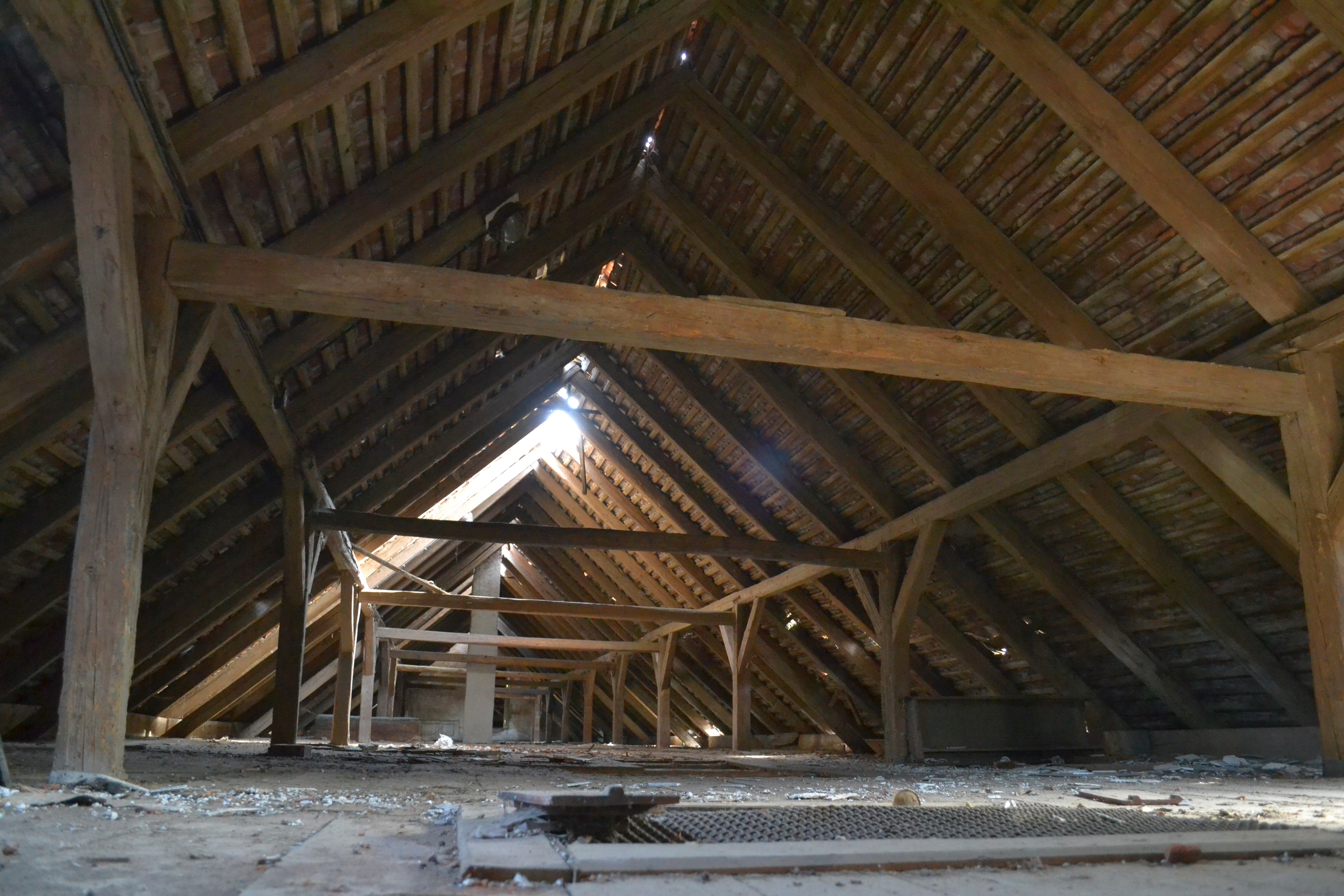
jižní hospodářské křídlo, půda